# American Church of St John

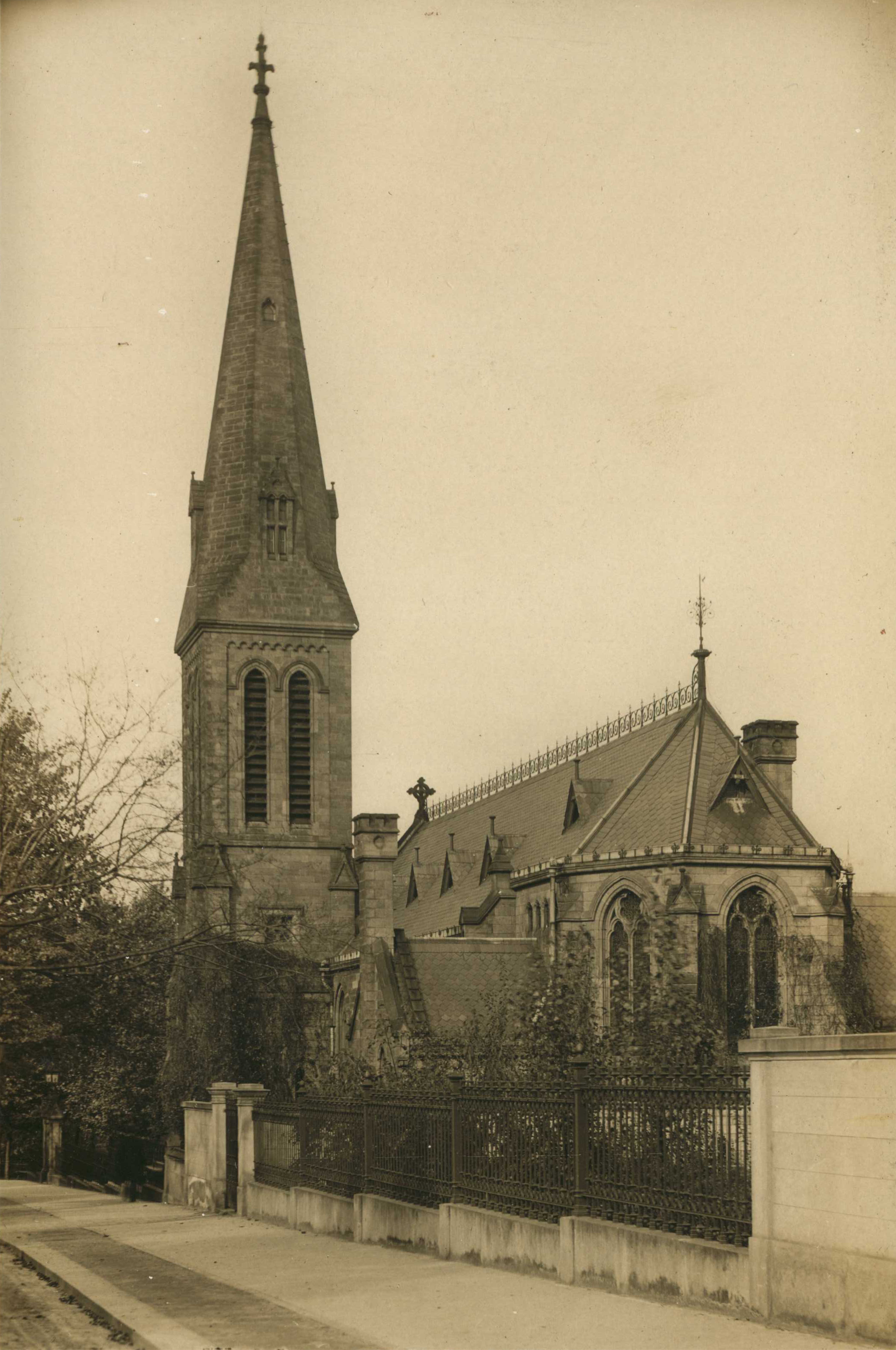
Amerikanische Kirche (um 1898)

Die American Church of St John (häufig auch nur kurz Amerikanische Kirche) in Dresden war eine amerikanische Kirche. 1884 vollendet, wurde sie 1959 gesprengt.
Das Gotteshaus stand an der Reichsstraße 5 (heute Fritz-Löffler-Straße) in der Südvorstadt. Die Architektur des Gebäudes entsprach der historistischen Neogotik.

## Geschichte
Im Zuge der Erweiterung der Stadt siedelten sich auch US-amerikanische Familien in Dresden an. Die vorwiegend zur protestantischen Episkopalkirche der USA gehörenden Amerikaner hielten ihre Andachten als Gäste in der alten Waisenhauskirche am Georgplatz ab. Nachdem sich die englische Gemeinde ihre eigene Allerheiligen-Kirche gebaut hatte, betrieb John Henry Anketell den Bau einer eigenen Kirche. Die US-Amerikanerin Mrs. Thompson ermöglichte schließlich durch eine 1869 gegründete Stiftung den Bau. Die Kirche wurde 1883/1884 nach Plänen des Dresdner Architekten Otto Dögel (1855–1891) hinter dem Hauptbahnhof im Stil der Neogotik erbaut. Die neu entstandene dreischiffige Hallenkirche mit ihrem straßenseitig an der Bergstraße vorgesetzten Turm wurde auf Grund ihrer Stellung schnell zu einem Wahrzeichen für die Gemeinde.
Unmittelbar neben der Kirche befand sich das Pfarr- und Gemeindehaus, ebenfalls nach Plänen von Dögel ausgeführt. In der Kirche selbst befanden sich neben einem künstlerisch gestalteten Altar die Kanzel und ein Taufstein aus französischem Kalkstein sowie eine Krypta. Sehenswert waren die vom Historienmaler Anton Dietrich (1833–1904) entworfenen Ausmalungen und die in der Dresdner Werkstatt von Bruno Urban (1851–1910) ausgeführten Glasmalereien der drei Doppelfenster des Chors. Mit dem Gottesdienst am 1. Weihnachtsfeiertag 1884 wurde die Kirche geweiht. Im Jahre 1900 umfasste die Gemeinde rund 200 Mitglieder. Sie löste sich 1914 mit Beginn des Ersten Weltkriegs wieder auf, die Kirche wurde seitdem nur noch unregelmäßig genutzt.
Bei den Luftangriffen auf Dresden 1945 brannte sie aus, wobei die Umfassungsmauern im Wesentlichen und der Turm mit Turmhelm unversehrt blieben.
In der Nachkriegszeit bemühten sich Professoren der Baufakultät der Technischen Hochschule Dresden und Vertreter des Landesdenkmalamts ab 1953 erfolglos, den Sakralbau der evangelisch-reformierten Gemeinde zu übergeben. Nachdem diese neue Räume in der früheren Hofgärtnerei an der Brühlschen Terrasse bezogen hatte, wurde 1957 ein Ausbau für die Studentengemeinde erwogen. Dazu erklärte Hans Bronder vom Stadtplanungsamt gegenüber dem um eine Aufbaugenehmigung ersuchenden Heinrich Rettig, dass die Erteilung einer Aufbaugenehmigung unmöglich sei: Da „mit einer wiederaufgebauten Amerikanischen Kirche, der Zions- und der Lukaskirche drei Kirchen in sehr geringer Entfernung voneinander stünden … in unmittelbarer Nähe [sei] das Auditorium maximum als zukünftiges Wahrzeichen der Technischen Hochschule geplant, [wo]mit … sich die Erhaltung der Amerikanischen Kirche nicht vereinbaren ließe.“ Deshalb wurde 1957 die Aufbaugenehmigung abgelehnt und die Kirche im Rahmen der planmäßigen Enttrümmerung 1959 gesprengt.
Die 1957 angekündigten Neubauten wurden – wenn überhaupt – an anderen Stellen errichtet, das Grundstück ist bis heute Grün- und Freifläche. Die später gebauten Studentenwohnheime in diesem Areal tangieren das Kirchengrundstück nicht.